# Alyssa
Alyssa è il secondo album in studio della cantante statunitense Alyssa Milano, pubblicato nel 1989 dalla Pony Canyon.

## Tracce
1. I Just Wanna Be Loved – 3:25 (testo: Joey Carbone, Dennis Belfield)
2. I Had a Dream – 3:45 (testo: Joey Carbone, Dennis Belfield)
3. Step by Step – 4:57 (testo: Joey Carbone, Dennis Belfield)
4. Can You Feel It – 4:37 (testo: Joey Carbone, Tom Milano)
5. Destiny – 4:48 (testo: Joey Carbone)
6. Happiness – 3:41 (testo: Joey Carbone, Tom Milano, Mark Davis)
7. Give a Little Kindness – 3:50 (testo: Joey Carbone, Tom Milano)
8. Be My Baby/Tell Me That You Love Me (medley) – 4:36 (testo: Jeff Barry, Phil Spector, Ellie Greenich /Joey Carbone, Tom Milano)
9. Let My Love Show You – 3:39 (testo: Tom Milano, Gary Mallaber)
10. We Need the Children – 5:08 (testo: Alyssa Milano, Joey Carbone, Tom Milano)